# New York Taxi
Pour les articles homonymes, voir Taxi (homonymie).
Pour plus de détails, voir Fiche technique et Distribution.
New York Taxi (Taxi) est un film franco-américain réalisé par Tim Story, sorti en 2004. Il s'agit d'un remake du film français Taxi de Gérard Pirès (1998).

## Synopsis
Belle Williams est la reine des taxis de New York. Aux commandes de sa Ford Crown Victoria super-boostée, elle traverse la ville telle une fusée, ignorant feux rouges, embouteillages, tôles froissées et sirènes de police. Mais ce n'est encore qu'une étape, car Belle songe depuis longtemps à devenir pilote de course. Un rêve à portée de main, que va fâcheusement contrecarrer le policier Andy Washburn... Washburn est un flic un peu trop zélé, qui n'a qu'un défaut - rédhibitoire : une totale inaptitude à la conduite. Ensemble, ils vont essayer de déjouer les plans des braqueurs de banques qui ont une pilote experte.

## Fiche technique
- Titre français : New York Taxi
- Titre original : Taxi
- Réalisation : Tim Story
- Scénario : Ben Garant, Thomas Lennon et Jim Kouf, d'après le scénario original de Luc Besson
- Montage : Stuart Levy
- Musique : Christophe Beck et Tim Boland
- Producteur : Luc Besson
- Producteurs associés : Ira Shuman et Robert Simonds
- Budget : 25 000 000 $
- Pays d'origine :  États-Unis /  France
- Format : couleur — 35 mm — 2,35:1 — Son : DTS Dolby Digital
- Genre : comédie policière, action
- Durée : 97 minutes, 104 minutes (version longue)
- Dates de sortie :
  - États-Unis : 6 octobre 2004 (sortie limitée), 8 octobre 2004 (sortie nationale)
  - France : 31 août 2005

## Distribution
- Queen Latifah (VF : Maïk Darah ; VQ : Sophie Faucher) : Isabelle « Belle » Williams
- Jimmy Fallon (VF : Franck Lorrain ; VQ : Patrick Chouinard) : inspecteur Andrew « Andy » Washburn
- Henry Simmons (en) (VF : Jean-Paul Pitolin ; VQ : Gilbert Lachance) : Jesse
- Jennifer Esposito (VF : Marie Donnio ; VQ : Hélène Mondoux) : Lt Marta Robbins
- Gisele Bündchen (VF : Camille Donda ; VQ : Éveline Gélinas) : Vanessa
- Ann-Margret (VF : Frédérique Cantrel ; VQ : Anne Caron) : Madame Washburn
- Christian Kane (VF : Boris Rehlinger ; VQ : Luis de Cespedes) : l'agent Mullins
- Boris McGiver : Franklin
- Joe Lisi : M. Scalla
- Ana Cristina De Oliveira : la rousse
- Adrian Martinez : le Brésilien
- John Krasinski : messager no 3
- Patton Oswalt : un employé
- Jeff Gordon : lui-même (caméo)

- Version française[1]
  - Studio de doublage : Alter Ego
  - Direction artistique : Hervé Icovic
  - Adaptation : Philippe Millet

## Box-office
- États-Unis : 36,6 M$